# 김영삼 (1980년)
김영삼(한국 한자: 金泳三, 1980년 3월 17일 ~ )은 대한민국의 전 축구 선수이며, 포지션은 수비수였다.